# BMW Sauber C29

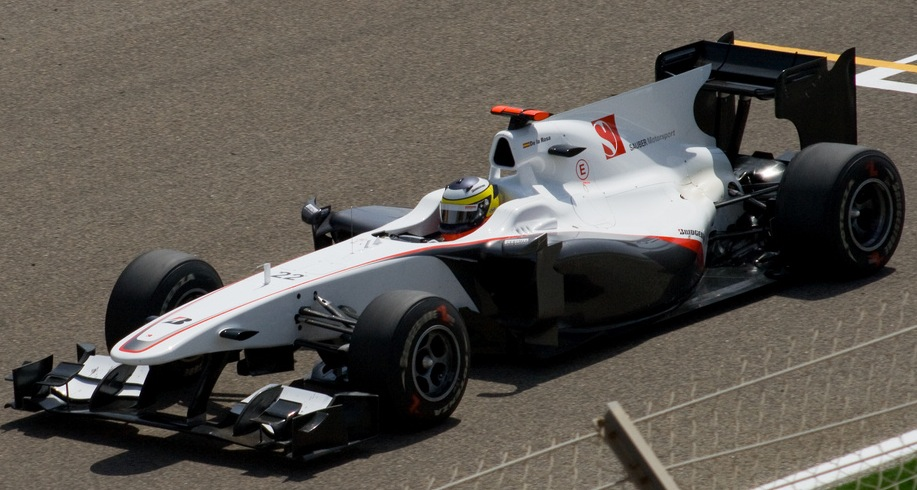
De la Rosa in de C29

De BMW Sauber C29 is een Formule 1-auto, die in 2010 wordt gebruikt door het Formule 1-team van BMW Sauber.

## Onthulling
De C29 werd op 31 januari 2010 onthuld op het Circuit Ricardo Tormo in Valencia. Door het ontbreken van sponsors kwam het team voor de dag met een voornamelijk witte wagen, met daarop uitsluitend de namen van de coureurs. Later werd de tekst "See you in Bahrain" op de auto's gezet, als verwijzing naar de eerste Grand Prix van het seizoen 2010, in Bahrein.

## Technisch
De Sauber C29 is grotendeels ontwikkeld door het uittredende F1-team van BMW, en toont derhalve veel gelijkenissen met de BMW F1.09 van het voorgaande seizoen. 
| Details         | Details                                | Details |
| --------------- | -------------------------------------- | ------- |
| Ontwerper       | Willy Rampf                            |         |
| Motor           | Ferrari 2400 cc V8 (90°)               |         |
| Chassis         | Koolstofvezel en honingraatcomposieten |         |
| Versnellingsbak | 7-traps semi-automaat                  |         |
| Gewicht         | 620 kg                                 |         |
| Brandstof       | Shell                                  |         |
| Banden          | Bridgestone                            |         |

McLaren MP4-25 ·
Mercedes MGP W01 ·
Red Bull RB6 ·
Ferrari F10 ·
Williams FW32 ·
Renault R30 ·
Force India VJM03 ·
Toro Rosso STR5 ·
Lotus T127 ·
HRT F110 ·
BMW Sauber C29 ·
Virgin VR-01